# Trohan
Trohan – wieś w Rumunii, w okręgu Vaslui, w gminie Gârceni. W 2011 roku liczyła 270 mieszkańców.